# Halocarpus biformis
Halocarpus biformis là một loài thực vật hạt trần trong họ Thông tre. Loài này được (Hook.) C.J.Quinn miêu tả khoa học đầu tiên năm 1982.